# Заболевания глаз
Заболевания глаз — органические и функциональные поражения зрительного анализатора человека, ограничивающие его способность видеть, а также поражения придаточного аппарата глаза.
Заболевания глаз известны с древнейших времён. Одним из первых целителей, лечивших болезни глаз, называют Пепи Анк Ири, жившего в Египте в середине II тысячелетия до н.э. В середине XVIII века французский врач Жак Давиэль впервые доказал возможность восстановления зрения после удаления помутневшего вследствие катаракты хрусталика. Первая в мире больница, специализированная на лечении глазных болезней, была открыта в Москве в 1805 году профессором Фёдором Андреевичем Гильтебрандтом. В 1886 году нидерландский офтальмолог Херманн Снеллен предложил определять остроту зрения с помощью таблиц. Первое руководство по глазным болезням было написано Густавом Ивановичем Брауном в 1862 году. .
По состоянию на 2010 год, нарушениями зрения страдали 285 миллионов человек, из которых у 39 млн диагностирована слепота. Около половины случаев из этого числа обусловлены отсутствием профилактики или лечения. В развивающихся странах Африки к югу от Сахары и Южной Азии слепоты встречается в восемь раз чаще, чем во всех развитых странах. Наиболее распространёнными  причинами нарушения зрения являются нескорректированные аномалии рефракции (42%) и катаракта (33%). По данным доклада ВОЗ за 2019 год, в мире зафиксировано 2,2 миллиарда случаев нарушения зрения или слепоты.
Заболевания зрительного анализатора разнообразны и согласно Международной классификации болезней (МКБ-10) выделяют следующие 11 групп болезней глаз.

## Список заболеваний глаз
| Название заболевания                                                                  | Описание | Фото | Ссылки              |
| ------------------------------------------------------------------------------------- | --- | ---- | ------------------- |
| Болезни век, слёзных путей и глазницы                                                 | |      |                     |
| Абсцесс века                                                                          | гнойное воспаление век |      | [ 6 ]               |
| Анкилоблефарон                                                                        | частичное или полное сращение краёв век |      | [ 7 ]               |
| Блефарит                                                                              | воспаление краёв век |      | [ 5 ] [ 8 ]         |
| Блефарохлазис                                                                         | отёк века приводящий к нависанию атрофической складки |      | [ 8 ]               |
| Блефароспазм                                                                          | непроизвольное сокращение мышц века |      | [ 5 ]               |
| Выворот века, или эктропион                                                           | отхождение века от глаза с обнажением конъюнктивы |      | [ 9 ]               |
| Дакриоаденит                                                                          | воспаление слёзных желёз |      | [ 5 ]               |
| Заворот века, или энтрапион                                                           | край века повёрнут к глазному яблоку |      | [ 7 ]               |
| Криптофтальм                                                                          | полная потеря дифференцировки век |      | [ 10 ]              |
| Колобома века                                                                         | полнослойный сегментарный дефект века |      | [ 10 ]              |
| Лагофтальм                                                                            | неполное смыкание глазной щели |      | [ 5 ] [ 11 ]        |
| Ксантелазма века                                                                      | |      | [ 5 ]               |
| Отёк век                                                                              | аномальное содержание жидкости в тканях век |      | [ 12 ]              |
| Пресептальный целлюлит                                                                | разлитой отёк век |      | [ 13 ]              |
| Птоз верхнего века, или блефароптоз                                                   | аномально низкое положение верхнего века |      | [ 5 ] [ 7 ]         |
| Трихиаз                                                                               | неправильный рост ресниц с раздражением глазного яблока |      | [ 5 ] [ 12 ]        |
| Кератоконъюнктивит                                                                    | воспаление роговицы и конъюнктивы |      | [ 14 ]              |
| Халазион                                                                              | воспаление вызванное закупоркой выводного протока мейбомиевой железы |      | [ 5 ] [ 15 ]        |
| Экзофтальм                                                                            | смещение глазного яблока вперёд (выпученные глаза), в некоторых случаях со смещением в сторону |      | [ 5 ] [ 16 ]        |
| Ячмень или гордеолум                                                                  | воспаление мейбомиевых желёз края века |      | [ 5 ] [ 15 ]        |
| Энофтальм                                                                             | более глубокое в сравнении с нормой положение глазного яблока в орбите |      | [ 5 ]               |
| Эпифора                                                                               | излитие слёзной жидкости из конъюнктивального мешка через края век наружу на кожу лица |      | [ 5 ]               |
| Заболевания конъюнктивы                                                               | |      |                     |
| Глазной пемфигоид                                                                     | |      | [ 5 ]               |
| Конъюнктивит                                                                          | воспаление конъюнктивы |      | [ 5 ] [ 17 ]        |
| Пингвекула                                                                            | дистрофическое образование конъюнктивы |      | [ 18 ]              |
| Птеригий                                                                              | складка конъюнктивы |      | [ 5 ] [ 18 ]        |
| Трахома                                                                               | вид хламидийного конъюнктивита |      | [ 19 ]              |
| Синдром сухого глаза                                                                  | недостаток увлажнения конъюнктивы |      | [ 20 ]              |
| Филярийная инвазия конъюнктивы                                                        | |      | [ 5 ]               |
| Болезни склеры, роговицы, радужной оболочки и цилиарного тела                         | |      |                     |
| Аниридия                                                                              | отсутствие радужной оболочки глаза |      | [ 21 ]              |
| Буллёзная кератопатия                                                                 | нарушение функции эндотелия роговицы, ведущее к пропитыванию стромы жидкостью из передней камеры глаза с образованием характерных пузырьков                                                                          |      | [ 5 ]               |
| Дистрофия роговицы                                                                    | группа невоспалительных наследственно обусловленных заболеваний, снижающих прозрачность роговой оболочки глаза. |      | [ 22 ]              |
| Склерокератит                                                                         | воспаление склеры, переходящее на роговицу |      | [ 23 ]              |
| Иридоциклит                                                                           | воспаление радужной оболочки и цилиарного тела |      | [ 5 ] [ 24 ]        |
| Ирит                                                                                  | воспаление собственно радужной оболочки |      | [ 25 ]              |
| Кератит                                                                               | воспаление роговицы |      | [ 5 ] [ 26 ]        |
| Кератоконус                                                                           | дегенеративное невоспалительное заболевание глаза, при котором роговица истончается и принимает коническую форму |      | [ 5 ] [ 27 ]        |
| Микрокорнеа                                                                           | аномальное уменьшение размеров роговицы |      | [ 27 ]              |
| Мегалокорнеа                                                                          | аномальное увеличение размеров роговицы |      | [ 27 ]              |
| Склерит                                                                               | воспаление слоёв склеры |      | [ 5 ] [ 23 ]        |
| Поликория                                                                             | несколько зрачков в радужной оболочке |      | [ 28 ]              |
| Эписклерит                                                                            | воспаление поверхностного слоя склеры |      | [ 5 ] [ 29 ]        |
| Болезни хрусталика                                                                    | |      |                     |
| Афакия                                                                                | отсутствие хрусталика |      | [ 5 ] [ 30 ] [ 31 ] |
| Миофракия                                                                             | уменьшение размеров хрусталика |      | [ 32 ]              |
| Вывих хрусталика                                                                      | полное (вывих) или частичное (подвывих) смещение хрусталика с места обычного положения |      | [ 5 ] [ 33 ]        |
| Катаракта                                                                             | помутнение хрусталика |      | [ 5 ] [ 34 ]        |
| Колобома хрусталика                                                                   | |      | [ 32 ]              |
| Болезни сосудистой оболочки и сетчатки                                                | |      |                     |
| Ангиопатия сетчатки                                                                   | |      | [ 5 ]               |
| Дистрофия сетчатки                                                                    | |      | [ 35 ]              |
| Окклюзии сосудов сетчатки                                                             | |      | [ 5 ]               |
| Отслойка сетчатки                                                                     | отделение слоя палочек и колбочек, то есть нейроэпителия, от пигментного эпителия сетчатки, обусловленное скоплением жидкости между ними                                                                             |      | [ 5 ] [ 36 ]        |
| Ретинопатия                                                                           | поражение сетчатой оболочки глазного яблока любого происхождения |      | [ 5 ]               |
| Ретинит                                                                               | поражение эпителиального слоя сетчатки |      | [ 37 ]              |
| Хориоретинальное воспаление                                                           | воспаление хориоидеи и сетчатки |      | [ 5 ] [ 38 ]        |
| Глаукома                                                                              | |      |                     |
| Глаукома                                                                              | группа заболеваний связанная с повышением внутриглазного давления (выше индивидуального уровня толерантности), что приводит к гибели нервных волокон сетчатки                                                        |      | [ 5 ] [ 39 ]        |
| Болезни стекловидного тела и глазного яблока                                          | |      |                     |
| Деструкция стекловидного тела                                                         | возникновение в поле зрения структур разного размера и формы, движущихся при движении глаза, вызванные помутнением в стекловидном теле                                                                               |      | [ 40 ]              |
| Отслойка стекловидного тела                                                           | |      | [ 41 ]              |
| Пролапс стекловидного тела                                                            | выпадение стекловидного тела |      | [ 5 ]               |
| Эндофтальмит                                                                          | гнойное воспаление внутренних оболочек глазного яблока с образованием экссудата в стекловидном теле. |      | [ 5 ]               |
| Гипотония глаза                                                                       | |      | [ 5 ]               |
| Болезни зрительного нерва и зрительных путей                                          | |      |                     |
| Неврит зрительного нерва                                                              | воспаление зрительного нерва |      | [ 5 ] [ 42 ]        |
| Атрофия зрительного нерва                                                             | частичная, или полная гибель нервных волокон составляющих зрительный нерв |      | [ 5 ] [ 43 ]        |
| Болезни мышц глаза, нарушения содружественного движения глаз, аккомодации и рефракции | |      |                     |
| Косоглазие                                                                            | отклонение зрительных осей от направления на рассматриваемый объект, при котором нарушается скоординированная работа глаз и затрудняется фиксация обоих глаз на объекте зрения                                       |      | [ 5 ] [ 44 ]        |
| Близорукость, или миопия                                                              | дефект зрения, при котором человек вблизи видит хорошо, а вдали - плохо |      | [ 5 ] [ 45 ]        |
| Дальнозоркость, или гиперметропия                                                     | дефект зрения, при котором лучше видно расположенные вдали объекты, а близко расположенные объекты видно плохо |      | [ 5 ] [ 45 ]        |
| Астигматизм                                                                           | дефект зрения, связанный с нарушением формы хрусталика, роговицы или глаза, в результате чего человек теряет способность к чёткому видению                                                                           |      | [ 5 ] [ 46 ]        |
| Пресбиопия                                                                            | возрастное ослабление аккомодации глаза |      | [ 5 ] [ 47 ]        |
| Анизометропия                                                                         | значительное отличие рефракции левого и правого глаз друг от друга |      | [ 5 ] [ 45 ]        |
| Анизейкония                                                                           | состояние глаза, при котором существует значительная разница в размере воспринимаемых изображений |      | [ 5 ] [ 48 ]        |
| Офтальмоплегия                                                                        | паралич мышц глаза вследствие поражения глазодвигательных нервов |      | [ 5 ] [ 49 ]        |
| Зрительные расстройства и слепота                                                     | |      |                     |
| Амблиопия вследствие анопсии                                                          | различные по происхождению формы понижения зрения, причиной которого преимущественно являются функциональные расстройства зрительного анализатора                                                                    |      | [ 5 ] [ 50 ]        |
| Субъективные зрительные расстройства                                                  | |      | [ 5 ]               |
| Диплопия                                                                              | одновременное представление двух изображений одного объекта, которые могут быть смещены по горизонтали, вертикали, диагонали (то есть по вертикали и горизонтали одновременно) или повёрнуты относительно друг друга |      | [ 5 ] [ 51 ]        |
| Аномалии цветового зрения, или дальтонизм                                             | наследственная, реже приобретённая, особенность зрения, выражающаяся в сниженной способности или полной неспособности видеть или различать все или некоторые цвета                                                   |      | [ 5 ]               |
| Дефекты поля зрения                                                                   | |      | [ 5 ]               |
| Ночная слепота                                                                        | расстройство, при котором затрудняется или пропадает способность видеть в сумерках |      | [ 5 ] [ 52 ]        |
| Другие болезни глаза и его придаточного аппарата                                      | |      |                     |
| Нистагм                                                                               | дрожание глаз |      | [ 5 ] [ 53 ]        |